# Bobrůvka (district de Žďár nad Sázavou)
Pour les articles homonymes, voir Bobrůvka.
Bobrůvka (en allemand : Bobruwka) est une commune du district de Žďár nad Sázavou, dans la région de Vysočina, en Tchéquie. Sa population s'élevait à 243 habitants en 2020.

## Géographie
Bobrůvka se trouve à 5 km au sud-est d'Ostrov nad Oslavou, à 18 km au sud-est de Žďár nad Sázavou, à 38 km à l'est-nord-est de Jihlava à 139 km à l'est-sud-est de Prague.
La commune est limitée par Radešín au nord, par Bobrová à l'est, par Pikárec et Radenice au sud et par Sklené nad Oslavou à l'ouest.

## Histoire
La première mention écrite de la localité date de 1262.

## Transports
Par la route, Bobrůvka se trouve à 13,7 km de Nové Město na Moravě, à 20 km de Žďár nad Sázavou, à 48 km de Jihlava et à 163 km de Prague.